# Alchemilla longinodis
Alchemilla longinodis är en rosväxtart som först beskrevs av Robert Buser, och fick sitt nu gällande namn av Maillefer. Alchemilla longinodis ingår i släktet daggkåpor, och familjen rosväxter. Inga underarter finns listade i Catalogue of Life.